# Лиценца за слободни софтвер
Лиценца за слободни софтвер је софтверска лиценца која примаоцу даје право да мења и редистрибуира софтвер, што би иначе законом о ауторском праву било забрањено. Лиценца за слободни софтвер даје примаоцу слободе у облику дозволе за измену и дистрибуцију дела покривеног ауторским правом.